# Lamprogaster poecila
Lamprogaster poecila är en tvåvingeart som beskrevs av Friedrich Georg Hendel 1914. Lamprogaster poecila ingår i släktet Lamprogaster och familjen bredmunsflugor. Inga underarter finns listade i Catalogue of Life.